# Ostpark (München)

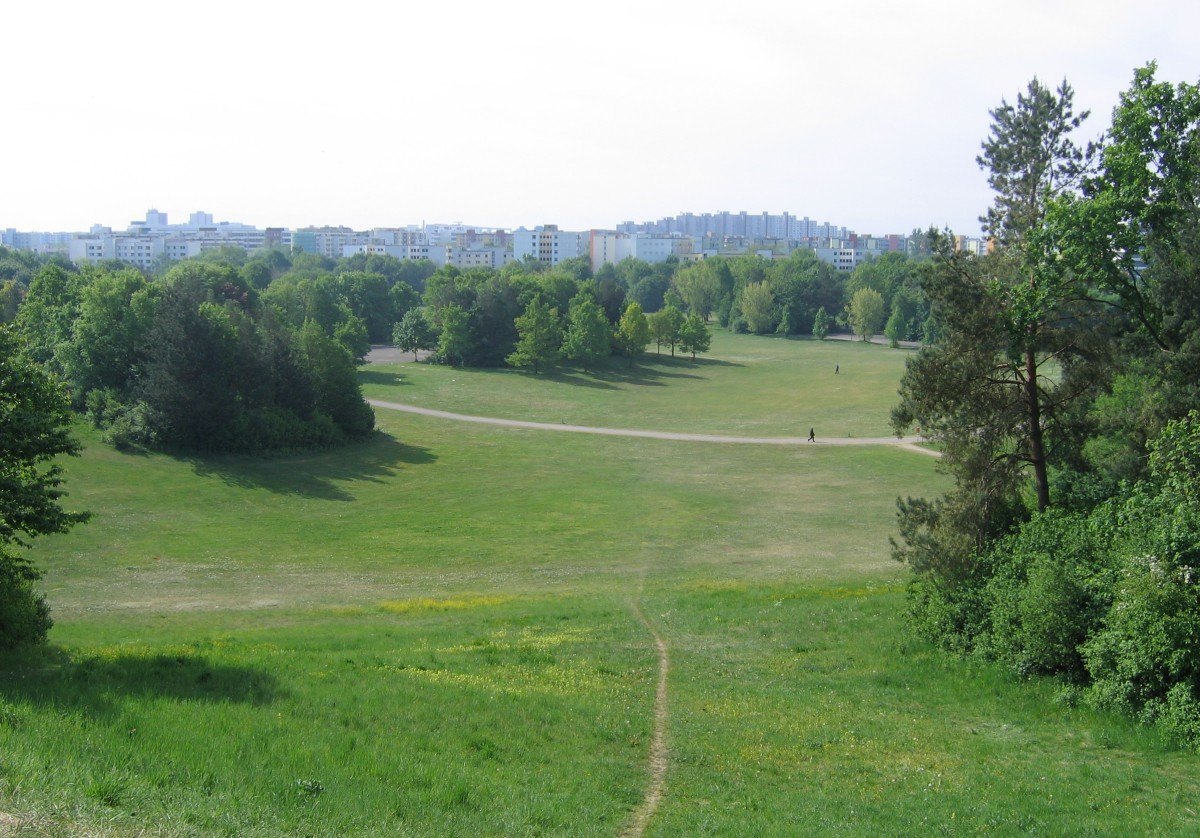
Blick über den Ostpark auf Neuperlach

Der Ostpark ist eine öffentliche Parkanlage im äußersten Norden des Münchner Stadtteils Neuperlach, die seit den 1960er Jahren geplant und im Jahr 1973 eröffnet wurde.

## Geschichte

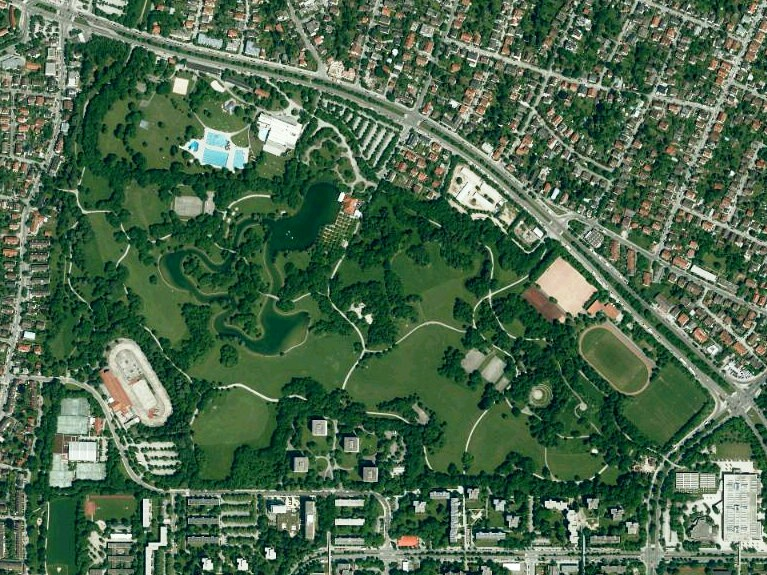
Luftaufnahme des Ostparks (oben Mitte der Haupteingang)

Bereits 1918 wurde im Münchner Magistrat die Einrichtung eines Parks für die östlichen Stadtteile diskutiert. Realistisch wurden die Vorstellungen aber erst, als 1962 die Großsiedlung „Entlastungsstadt“ Neuperlach für 80.000 Einwohner beschlossen wurde. Der Landschaftsarchitekturprofessor Ludwig Roemer sah im Zuge der Planungen einen Park vor, in den auch die für die neue Siedlung geplanten Freizeiteinrichtungen integriert werden sollten. Mit den konkreter werdenden Plänen für die Großsiedlung wurden auch die Parkpläne weiter ausgearbeitet und die Stadtgartendirektion beschloss, den Park schrittweise anzulegen.
1962 wurde der Bau des Ostparks formal beschlossen. 1965 erarbeitete Roemer einen Vorentwurf für den Park. Am 12. November 1969 fiel der Beschluss über den ersten Bauabschnitt im Osten des Geländes von 15,75 Hektar. 1973 wurden die entscheidenden Arbeiten des ersten Bauabschnittes durchgeführt. Bereits am 18. Juni 1975 beschloss der Stadtrat den zweiten Bauabschnitt, ehe am 22. Juli 1975 der erste Bauabschnitt der Öffentlichkeit übergeben wurde. Am 26. Juni 1979 folgte schließlich der zweite Bauabschnitt im Westen mit dem See, einer Gaststätte und Sportanlagen. Die gesamte Fläche des Parks von rund 56 Hektar wurde am 27. Mai 1982 offiziell eröffnet. Vom 18. bis zum 27. Juli 2003 fand ein großes Festival zum 30. Jubiläum des Parks statt.

## Charakterisierung des Parks

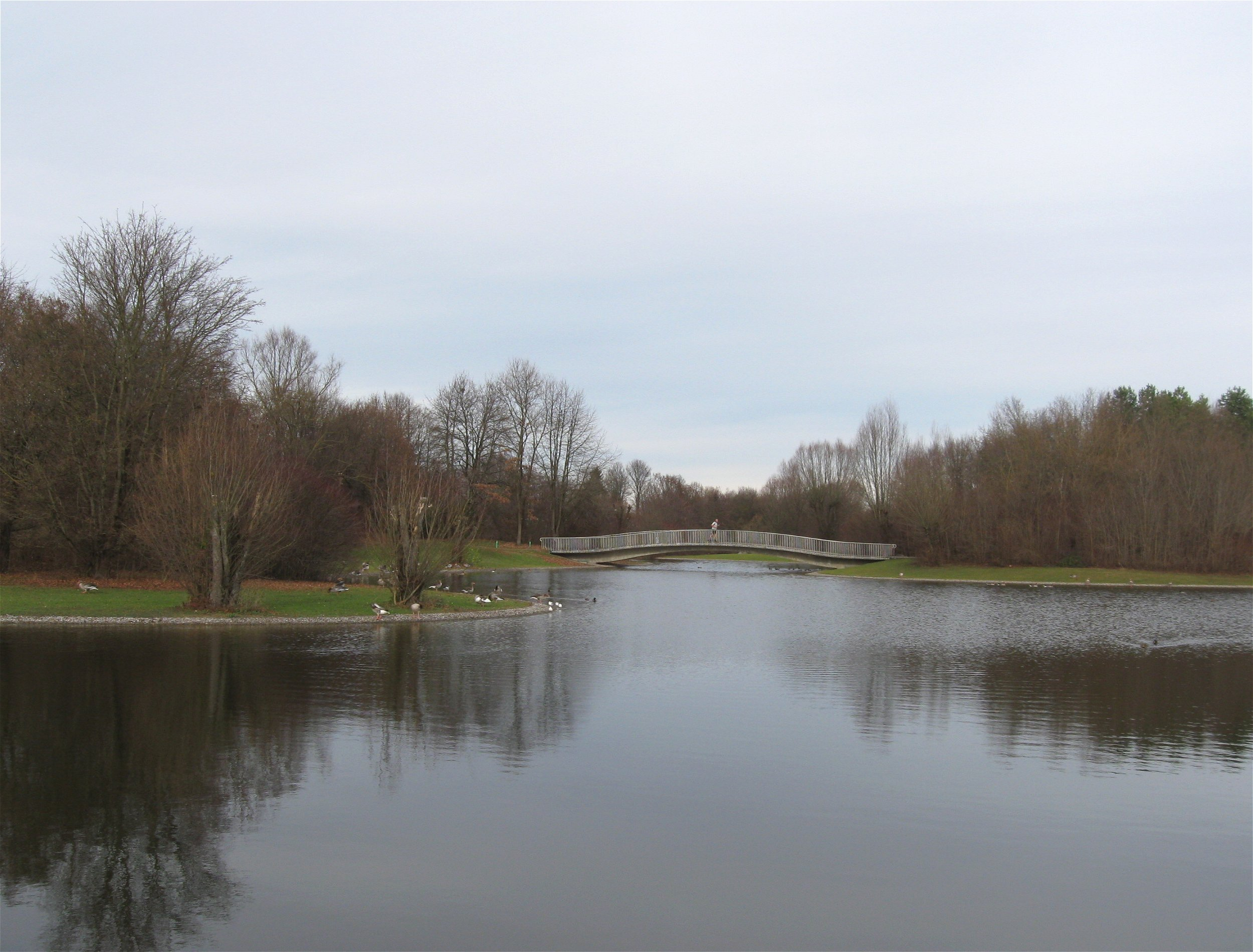
See im Ostpark

Mit dem Ostpark entstand aus einer einstmals ebenen Ackerfläche ein Landschaftspark mit Liegewiesen, baumbestandenen Hügeln und Wasserflächen als beliebtes Naherholungsgebiet im Münchener Südosten.
Die Hügel wurden aus Bauschutt und Schottern aufgeschüttet, die beim Bau von Neuperlach und der U-Bahn anfielen. Neben einem verzweigten Netz von Wegen wurde im Westen des Parks von Gartenarchitekt Josef Wurzer ein 3,5 Hektar großer buchtenreicher See mit einer großen zentralen Insel geschaffen, der über Grundwasserbrunnen gespeist wird. Die ursprünglich geplante Speisung des Sees durch den in unmittelbarer Nähe verlaufenden Hachinger Bach wurde aus gewässerschutztechnischen Gründen nicht durchgeführt. Die ca. 700 m lange Umkreisung der Seeinsel ist im Winter eine beliebte natürliche Eislaufstrecke.
Der Park bietet Ballspiel- und Tischtennisplätze, Eisstockbahnen und eine kleine Freilichtbühne (das Theatron). Am Nordufer des Sees befindet sich der Biergarten Michaeligarten (3.000 Sitzplätze, Gaststätte mit Restaurantbetrieb, Haberl Gastronomie).
In den Park eingebettet sind ein Eislaufstadion mit 400-Meter-Bahn; das bereits seit 1955 bestehende Michaelibad-Freibad grenzt direkt an den Park an, das Hallenbad des Michaelibades kam 1973 hinzu.
Direkt südlich des Parks befand sich bis 2019 die Jugendkultur- und Bildungseinrichtung FestSpielHaus.
Mitte der 1970er-Jahre gab es im Ostpark auch eine kleine Sommer-Skisprungschanze mit einem K-Punkt von 15 m.

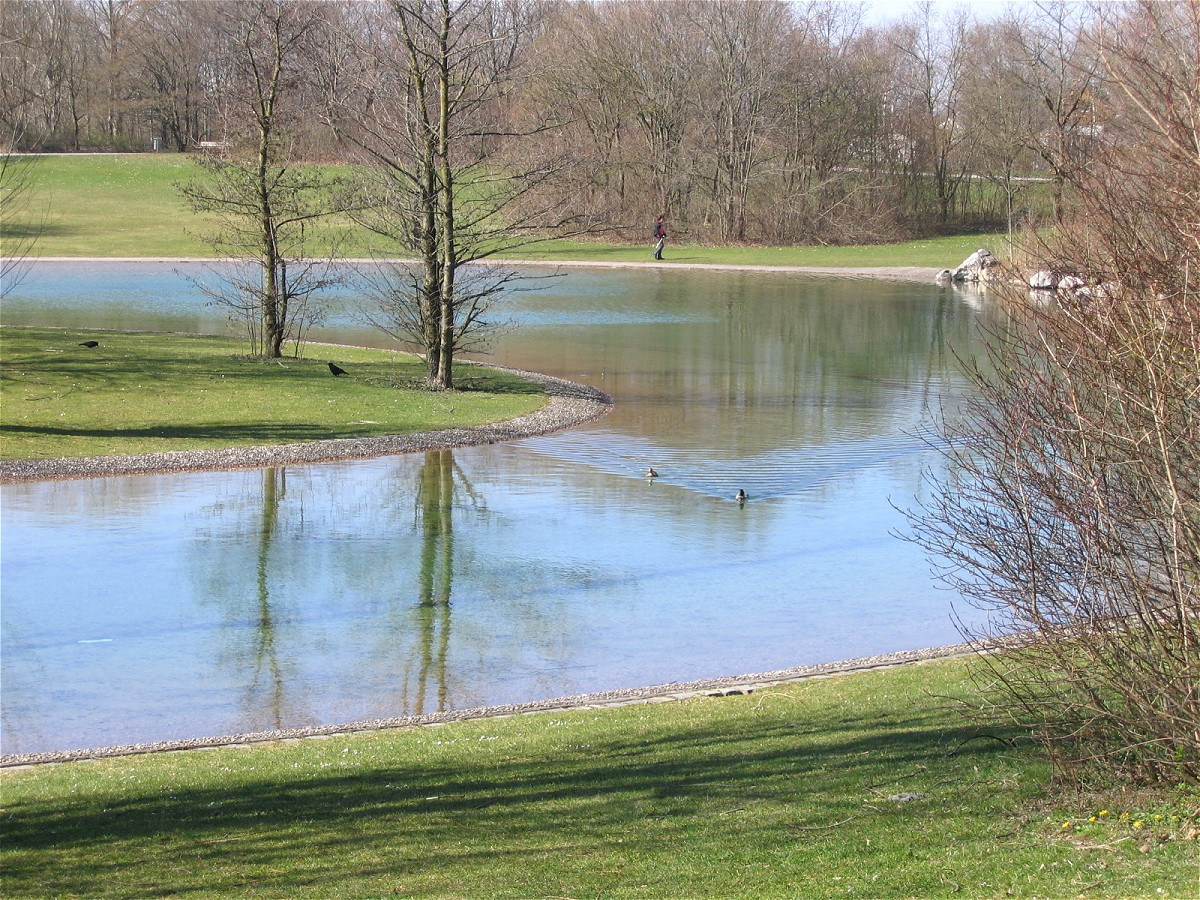
See im Ostpark
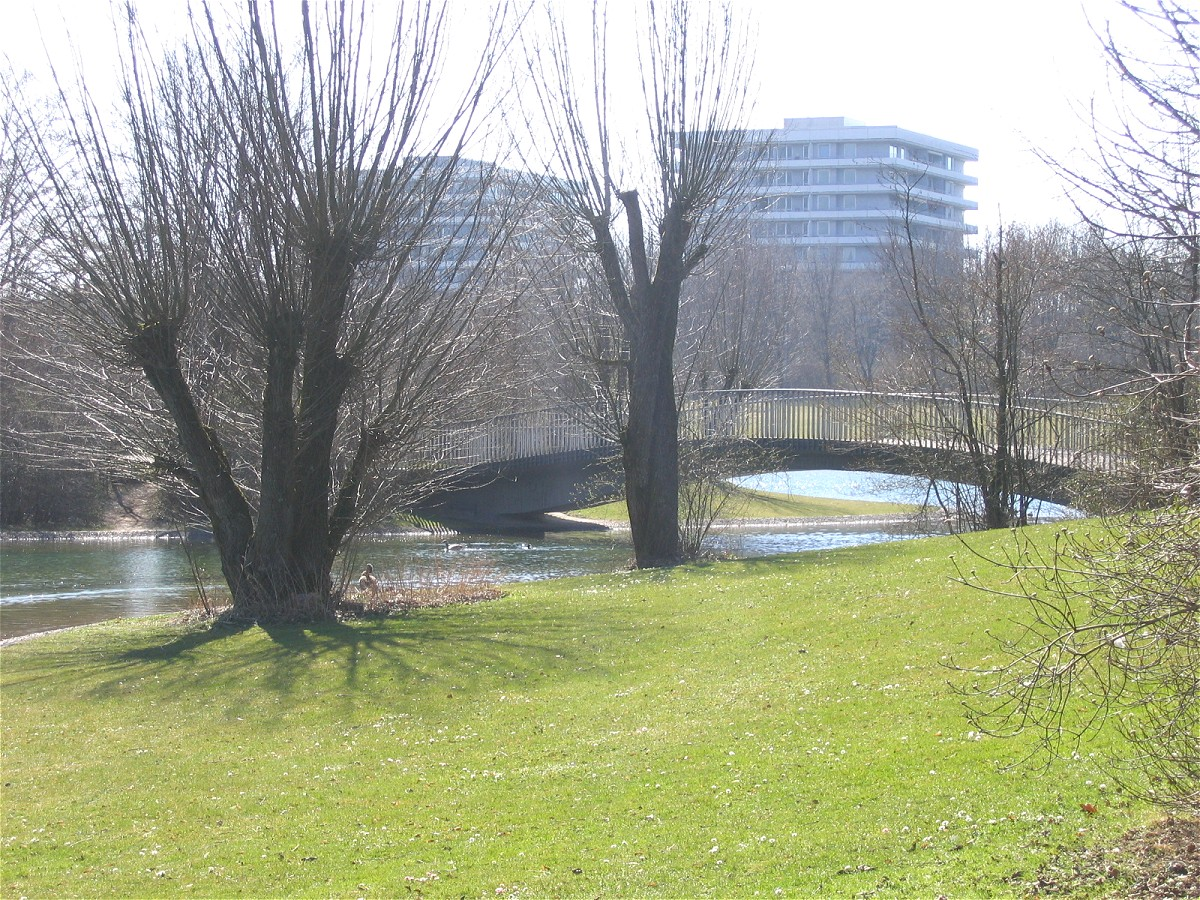
Fußgängerbrücke über den See
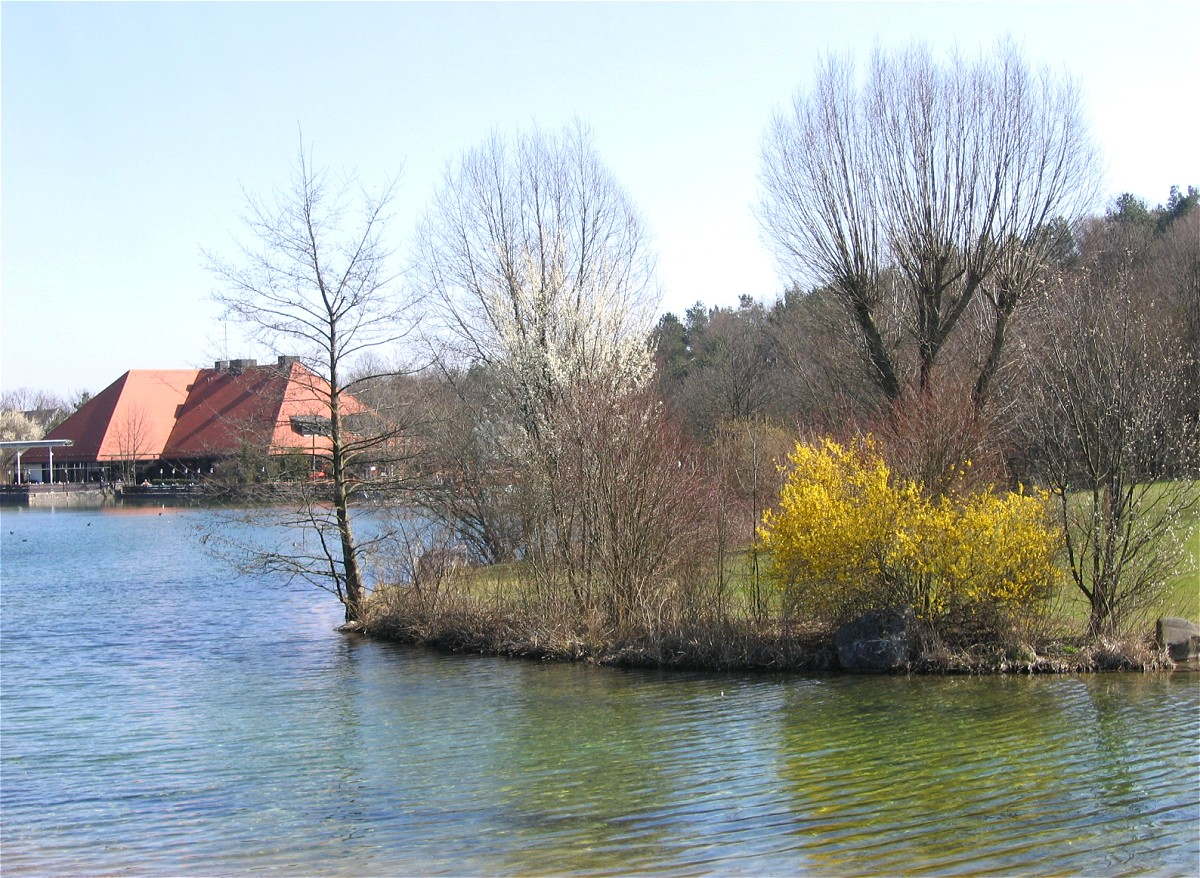
Gaststätte mit Biergarten im Hintergrund
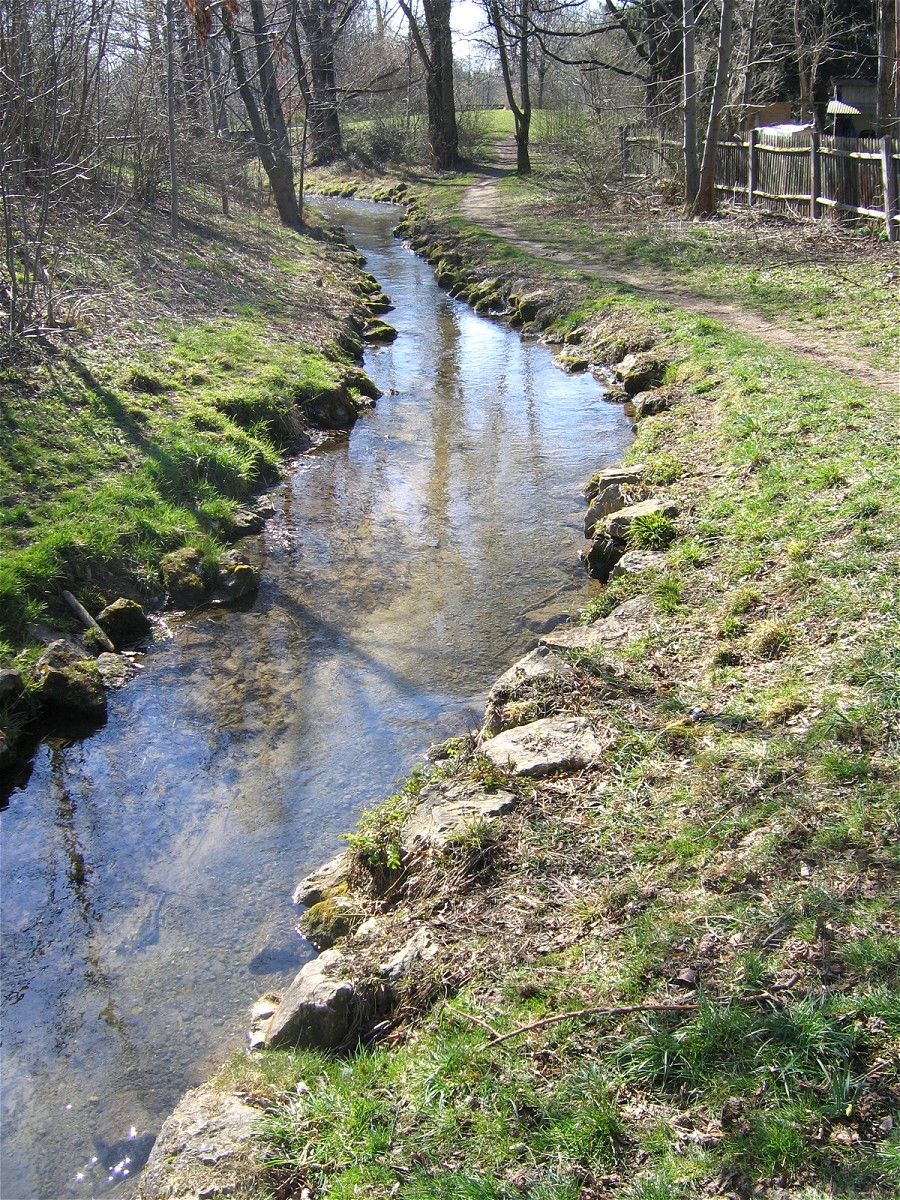
Hachinger Bach im Ostpark
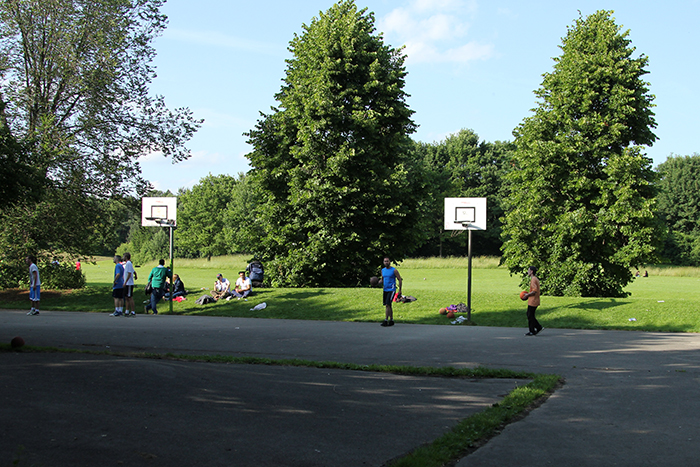
Basketballplatz im Ostpark